# Mollinedia ruae
Mollinedia ruae là một loài thực vật thuộc họ Monimiaceae. Loài này có ở Honduras và Nicaragua.